# Nephrotoma astigma
Nephrotoma astigma är en tvåvingeart som först beskrevs av Pierre 1925.  Nephrotoma astigma ingår i släktet Nephrotoma och familjen storharkrankar. Inga underarter finns listade i Catalogue of Life.